# Zilairi járás
A Zilairi járás (oroszul Зилаирский район, baskír nyelven Йылайыр районы) Oroszország egyik járása a Baskír Köztársaságban.

## Népesség
- 1970-ben 25 807 lakosa volt, melyből 9 383 baskír (36,4%), 1 314 tatár (5,1%).
- 1989-ben 18 794 lakosa volt, melyből 9 949 baskír (48,4%), 728 tatár (3,9%).
- 2002-ben 18 939 lakosa volt, melyből 10 555 baskír (55,73%), 7 033 orosz (37,14%), 544 tatár (2,87%).
- 2010-ben 16 590 lakosa volt, melyből 9 348 baskír (56,5%), 5 994 orosz (36,2%), 527 tatár (3,2%), 468 csuvas, 36 ukrán, 25 udmurt, 10 mordvin, 5 fehérorosz, 2 mari.

| Lakosok száma | 30 304 | 28 277 | 21 558 | 18 939 | 16 762 | 16 212 | 15 478 | 15 079 | 14 894 | 15 087 |
|               | 1930   | 1959   | 1979   | 2002   | 2009   | 2012   | 2014   | 2016   | 2018   | 2021   |